# Інґрід Лейєндеккер
Інґрід Лейєндеккер (нід. Ingrid Leijendekker, 3 жовтня 1975) — нідерландська ватерполістка.
Учасниця Олімпійських Ігор 2000 року.
Призерка Чемпіонату світу з водних видів спорту 1994, 1998 років.